# Plessix-Balisson
Pour les articles homonymes, voir Plessix.
Le Plessix-Balisson redirige ici.
Plessix-Balisson [plɛsi balisɔ̃] est une ancienne commune du département des Côtes-d'Armor, en région Bretagne.
Elle est devenue commune déléguée de Beaussais-sur-Mer le 1er janvier 2017.

## Géographie

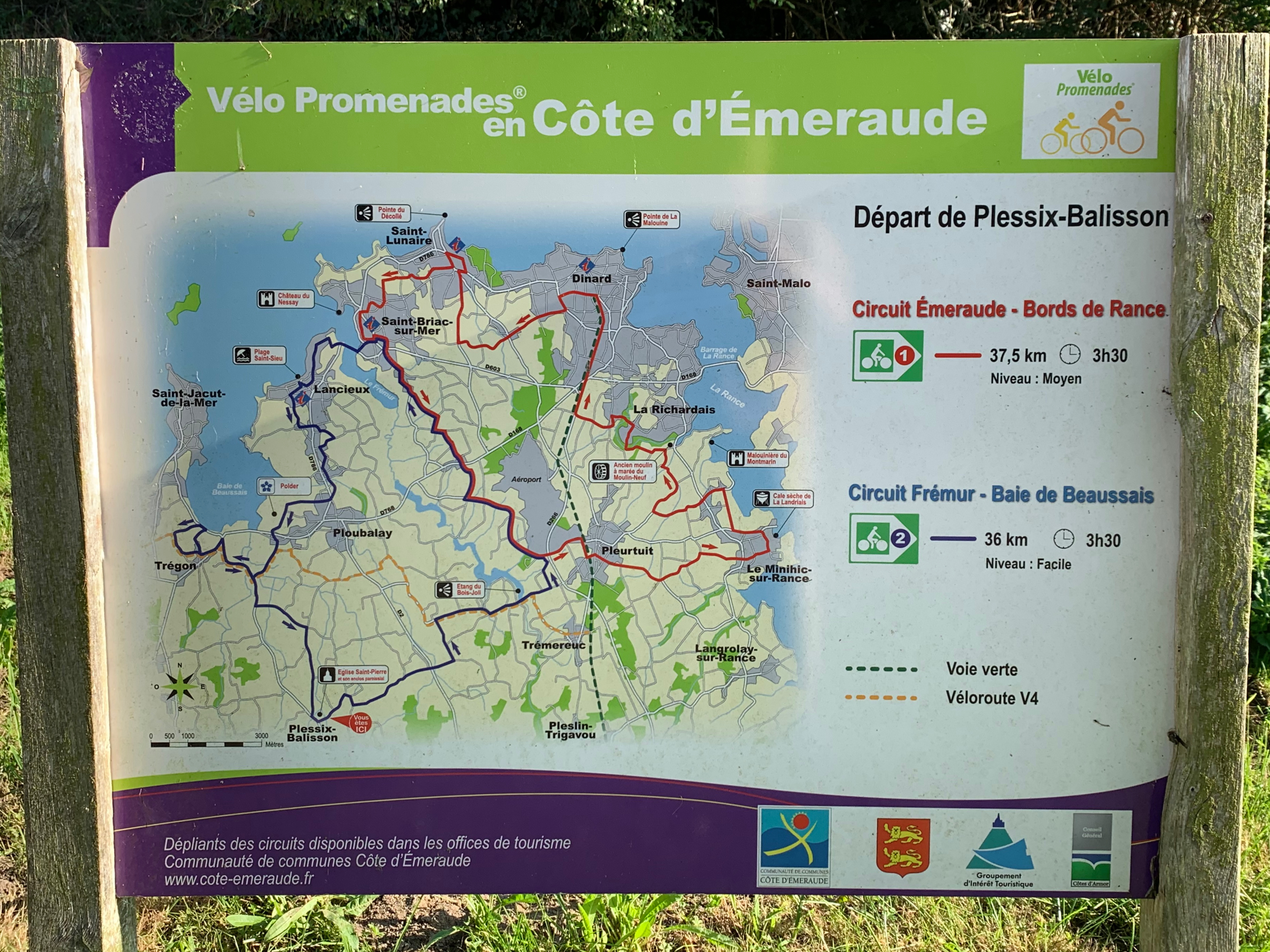
Panneau touristique installé aux abords du village montrant les deux circuits « Vélo Promenades en Côte d'Émeraude ».

Avec une superficie de 8 hectares seulement, jusqu'en 2017, Plessix-Balisson a été la commune la moins étendue de son département et la deuxième plus petite commune de France (après Castelmoron-d'Albret). Depuis 2017, Plessix-Balisson est la plus petite commune déléguée de France et Vaudherland est la seconde plus petite commune de France (9 hectares, Val-d'Oise).
Elle était entièrement enclavée dans la commune de Ploubalay.

## Toponymie

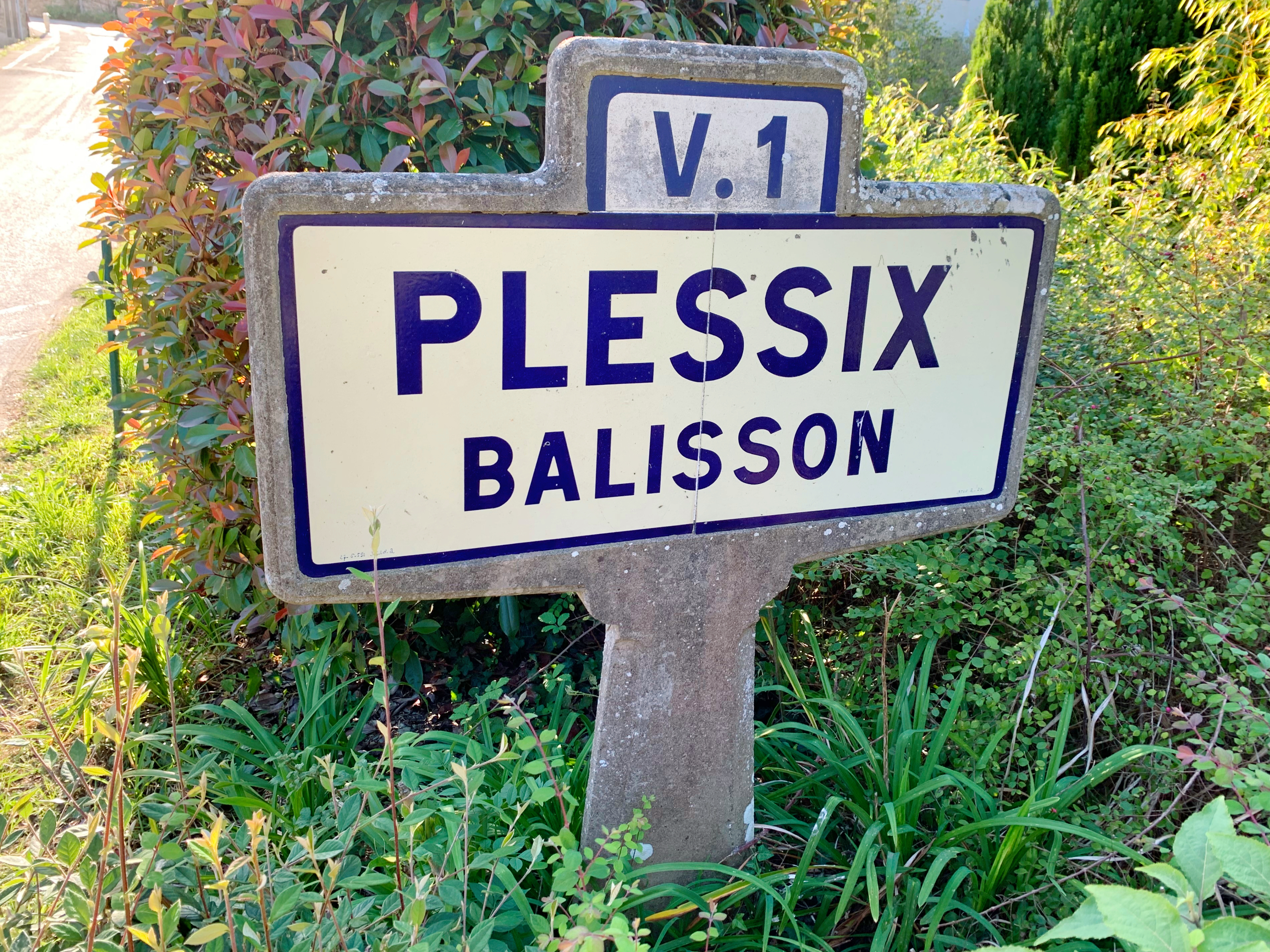
Panneau Michelin à l'entrée de Plessix-Balisson.

Le nom de la localité est attesté sous les formes Baluçon del Pleseiz en 1139, Plessiacus Juhelli à la fin du XIIe siècle, Pleseiz à la fin du XIIe siècle, Pleisseiz en 1201, Le Plessiz Baluczon en 1387, Le Plexeiz en 1405, Le Plessix Balliczon en 1428, Le Plessis Baliczon en 1451, Ecclesia Parochia de Plessis Balisson au XVe siècle, Le Plessis Balizon en 1709.
Plessix-Balisson vient de l'ancien français plesse (« parc clos de haies d’épines ») et Baluçon (surnom porté par Geffroy Brient, seigneur du lieu en 1184).

## Histoire

### La Renaissance

#### Seigneurs du Plessis
Le premier seigneur du Plessis s'appelait Geoffroy Baluçon, fils du vicomte Alain Brient et de Muliel. Il venait de la vicomté de Poudouvre qui était un grand fief féodal dont la capitale était probablement la Vicomté, en Dinard, tandis que le siège du doyenné fut, au moins primitivement, Corseul, puis Saint-Enogat vers la fin du XVe siècle.
Geoffroy avait un grand esprit de foi, partagé d'ailleurs par son épouse. On pouvait lire : « Qu'il soit connu de tous que moi, Geoffroy Baluçon, ai donné et concédé, en pure aumône, à la bienheureuse Marie de Saint-Aubin-des-Bois, avec l'assentiment de mon fils Alain, une mine de froment sur la ferme de la Rogerais en Ploubalay et une autre mine sur la dîme du Trèfle on Corseul pour la rédemption de mon âme et de l'âme de mes prédécesseurs. »
C'est donc du nom de son premier seigneur, qui avait reçu en apanage ce démembrement de la vicomté paternelle, que le Plessis devint Le Plessis-Baluçon ou Balisson.
Nous ne savons pas quelles furent les limites du Plessis à cette époque. Il n'est pas douteux qu'une partie de Corseul relevait de cette seigneurie ainsi que Créhen, Ploubalay presque en entier lui appartenait ainsi que de larges enclaves en Lancieux et autres paroisses environnantes. Geoffroy Baluçon était donc un haut et puissant seigneur.
Il fit construire dans son fief du Plessis un château fort dont il ne subsiste plus que l'emplacement. C'est autour de cette forteresse que se groupèrent les éléments constitutifs d'une grande seigneurie du Moyen Âge, une justice avec tribunal et juges, des finances avec des officiers fiscaux, une organisation militaire à peu près complète. Ainsi est né le bourg du Plessis-Balisson dont le plan reste encore caractéristique d'un bourg castral.
La forteresse du Plessis était pour les habitants le sûr dépôt de leurs récoltes et de leurs biens. En cas d'incursion, elle donnait un abri. C'était le salut de la région. D'autant plus que ce château était édifié sur un mamelon au confluent de petits ruisseaux dont la réunion formait un vaste étang qui permettait aux défenseurs de se couvrir d'eau pour empêcher l'abord de la forteresse. Aujourd'hui, cet étang a été transformé en prairies et en marécages.
La forme du château était triangulaire. De profonds fossés qu'on distingue toujours et qui sont plantés d'arbres aujourd'hui, l'entouraient aux trois quarts. L'étang alimentait les fossés. Malheureusement, les démolitions ont été telles qu'il est impossible de fixer le nombre et l'emplacement des tours. Un puits profond, creusé au centre de l'une d'entre elles, là où devait être la cour d'honneur, demeure le seul vestige du château.
Un folkloriste bien connu écrivait en 1912 qu'il s'était trouvé à passer au Plessis peu de temps après la mise au jour des substructures du château, il y a de cela cinquante ans environ. La base des tours montrait qu'elles devaient être moins grosses que celles du Guildo. On lui dit qu'on avait trouvé beaucoup d'ossements, de chauves-souris, en les déblayant. La base de l'une des tours qui n'avait plus que quelques assises lui avait fait songer à celles du château de Léhon.

#### La descendance de Geoffroy Baluçon
On ne connaît pas la date de la mort du premier seigneur du Plessix. Il laissa un fils, Alain, mais on ne sait pas grand-chose sur sa descendance. Certains disent que c'était un Baluçon, ce Guillaume du Plessix compté parmi les 34 bannerets bretons qui accompagnèrent Philippe Auguste à la bataille de Bouvines en 1214.
C'était encore un Baluçon, ce Geoffroy qui devint chancelier de l'Église de Tours et protonotaire apostolique. Il fut chancelier du roi Philippe le Bel et mêlé à l'expédition des plus grandes affaires de son temps. Le pape Clément V le chargea, même de plusieurs missions importantes. En 1295, ce Geoffroy Baluçon possédait des dignités et des bénéfices.
En mai 1296, il est employé dans un diplôme royal comme mandataire des exécuteurs testamentaires de la reine Isabelle d’Aragon, mère de Philippe le Bel. En tant que secrétaire de Philippe le Bel, il fut souvent employé comme conseiller et négociateur. C'est ainsi qu'il fit partie d'une mission envoyée à Rome pour obtenir du pape Benoît XI, l'annulation des bulles fulminées contre Philippe le Bel par Boniface VIII. En 1306-1307, Geoffroy servit plusieurs fois d'intermédiaire entre le roi et le pape Clément V.
Geoffroy Baluçon fit nommer l'un de ses neveux à l'évêché d'Évreux. Vers la fin de sa vie, il se retira dans l'hôtel qu'il possédait en haut de la rue Saint-Jacques à Paris. Il fit transformer cet hôtel en collège sous le nom de Saint-Martin-au-Mont de Paris, ce qui permit à 40 boursiers de faire leurs études gratuitement.
En fin Geoffroy Baluçon mourut en 1332, à l'abbaye de Marmoutier de  Tours, où il se retira après avoir fait profession religieuse. Les abbés de Marmoutier dirigèrent par la suite pendant trois cents ans le collège du Plessix. Ce collège, devenant trop coûteux, fut cédé à la Sorbonne (1646) aux trois conditions suivantes :
- remplir les intentions des fondateurs (entre autres, accepter des Baluçon aptes aux études) ;
- prier pour eux ;
- réparer l'édifice.

Jusqu'au XVIIIe siècle, les seigneurs du Plessix se paraient encore du titre de fondeurs du collège du Plessix. Ainsi, Madame de Launay du Pont-Cornou, en Ploubalay, faisait de nombreuses démarches pour que l'un de ses fils, en qualité de descendant des Baluçon obtînt une bourse.
Peu à peu, les Baluçon se dispersèrent et la famille seigneuriale connut l'extinction. Le résultat fut la ruine du château féodal au XVe siècle. Peut-être eut-il déjà à souffrir des guerres que se firent vers 1390, le Connétable de Clisson et Jean IV de Bretagne. Mais la fin du château s'explique surtout par l'extinction de la branche aînée des Baluçon et le passage par alliance du château, à des étrangers qui, résidant loin du Plessix, négligèrent d'entretenir les murailles, lesquelles finalement s'effondrèrent.
Cependant la race des Baluçon ne disparut pas aussi vite que croulaient les murs du château. On cite un Guillaume Baliczon de Saint-Potan à une revue d'armes à Moncontour en 1469. Un Ollivier du Plessis propriétaire de « Karpostant » en Ploubalay en 1448. Un Rolland Baliczon à Créhen en 1461.
Les branches cadettes des Baluçon se sont perpétuées jusqu'à notre époque, entre autres les Launay du « Bois es Lucas » en Saint-Cast qui sont des descendants des Launay du « Pont-Cornou » et de Launay-Comats, puînés des Balissons. Le manoir de la Roche en Lancieux fut aussi la résidence d'autres cadets qui prirent le nom de cette terre. Leur écusson avec des Léopards comme celui des Baluçon en témoigne. La « Guérais de l'Argentais » en Ploubalay furent des juveigneuries des Baluçon.

### LeXIXesiècle
En 1818, la commune du Plessix-Balisson « réunit sur une très petite surface 220 habitants qui presque tous sont dans la plus grande indigence » ; 29 personnes y furent victimes d'une épidémie de dysenterie et 8 en moururent.

### LeXXesiècle

#### Les guerres duXXesiècle
Le monument aux morts porte les noms de 6 soldats morts pour la Patrie :
- ces 6 soldats sont morts durant la Première Guerre mondiale.

## Politique et administration

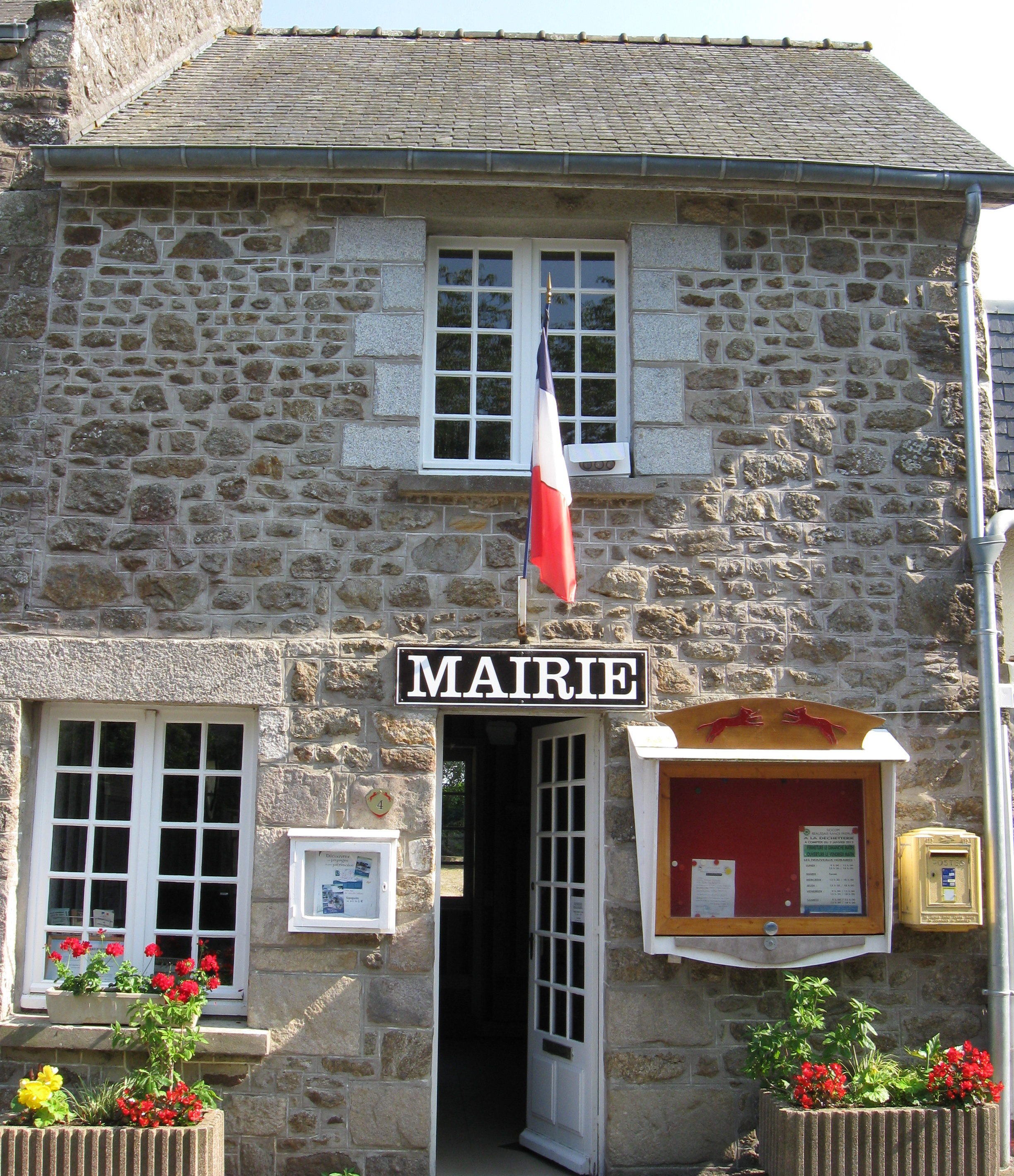
La mairie annexe.

### Liste des maires
| Période                                  | Période           | Identité                                         | Étiquette | Qualité                                       |
| ---------------------------------------- | ----------------- | ------------------------------------------------ | --------- | --------------------------------------------- |
| Les données manquantes sont à compléter. |                   |                                                  |           |                                               |
| ca. 1922                                 |                   | M.-A. Jouble                                     |           |                                               |
| octobre 1933                             | août 1948 (décès) | Marie-Ange Berrest                               |           |                                               |
| septembre 1948                           | mars 1957 (décès) | André Berrest                                    |           |                                               |
| 1957                                     | mars 1977         | Francis Ledaguénel                               |           |                                               |
| mars 1977                                | mars 2008         | Gérard Ledaguénel (1935-2022, fils du précédent) |           | Artisan charpentier retraité, maire honoraire |
| mars 2008                                | décembre 2016     | Philippe Guesdon                                 | PS        | Artisan peintre                               |

## Population et société

### Démographie
L'évolution du nombre d'habitants est connue à travers les recensements de la population effectués dans la commune depuis 1793. À partir du 1er janvier 2009, les populations légales des communes sont publiées annuellement dans le cadre d'un recensement qui repose désormais sur une collecte d'information annuelle, concernant successivement tous les territoires communaux au cours d'une période de cinq ans. 
Pour les communes de moins de 10 000 habitants, une enquête de recensement portant sur toute la population est réalisée tous les cinq ans, les populations légales des années intermédiaires étant quant à elles estimées par interpolation ou extrapolation. Pour la commune, le premier recensement exhaustif entrant dans le cadre du nouveau dispositif a été réalisé en 2008,.
En 2014, la commune comptait 89 habitants, en évolution de −3,26 % par rapport à 2009 (Côtes-d'Armor : +1,68 %, France hors Mayotte : +2,49 %).
| 1793 | 1800 | 1806 | 1821 | 1831 | 1836 | 1841 | 1846 | 1851 |
| ---- | ---- | ---- | ---- | ---- | ---- | ---- | ---- | ---- |
| 178  | 147  | 194  | 200  | 207  | 217  | 217  | 199  | 205  |

| 1856 | 1861 | 1866 | 1872 | 1876 | 1881 | 1886 | 1891 | 1896 |
| ---- | ---- | ---- | ---- | ---- | ---- | ---- | ---- | ---- |
| 208  | 211  | 221  | 211  | 206  | 215  | 203  | 210  | 204  |

| 1901 | 1906 | 1911 | 1921 | 1926 | 1931 | 1936 | 1946 | 1954 |
| ---- | ---- | ---- | ---- | ---- | ---- | ---- | ---- | ---- |
| 213  | 208  | 213  | 187  | 180  | 197  | 180  | 169  | 170  |

| 1962 | 1968 | 1975 | 1982 | 1990 | 1999 | 2008 | 2013 | 2014 |
| ---- | ---- | ---- | ---- | ---- | ---- | ---- | ---- | ---- |
| 169  | 152  | 136  | 108  | 94   | 83   | 93   | 89   | 89   |

## Culture locale et patrimoine

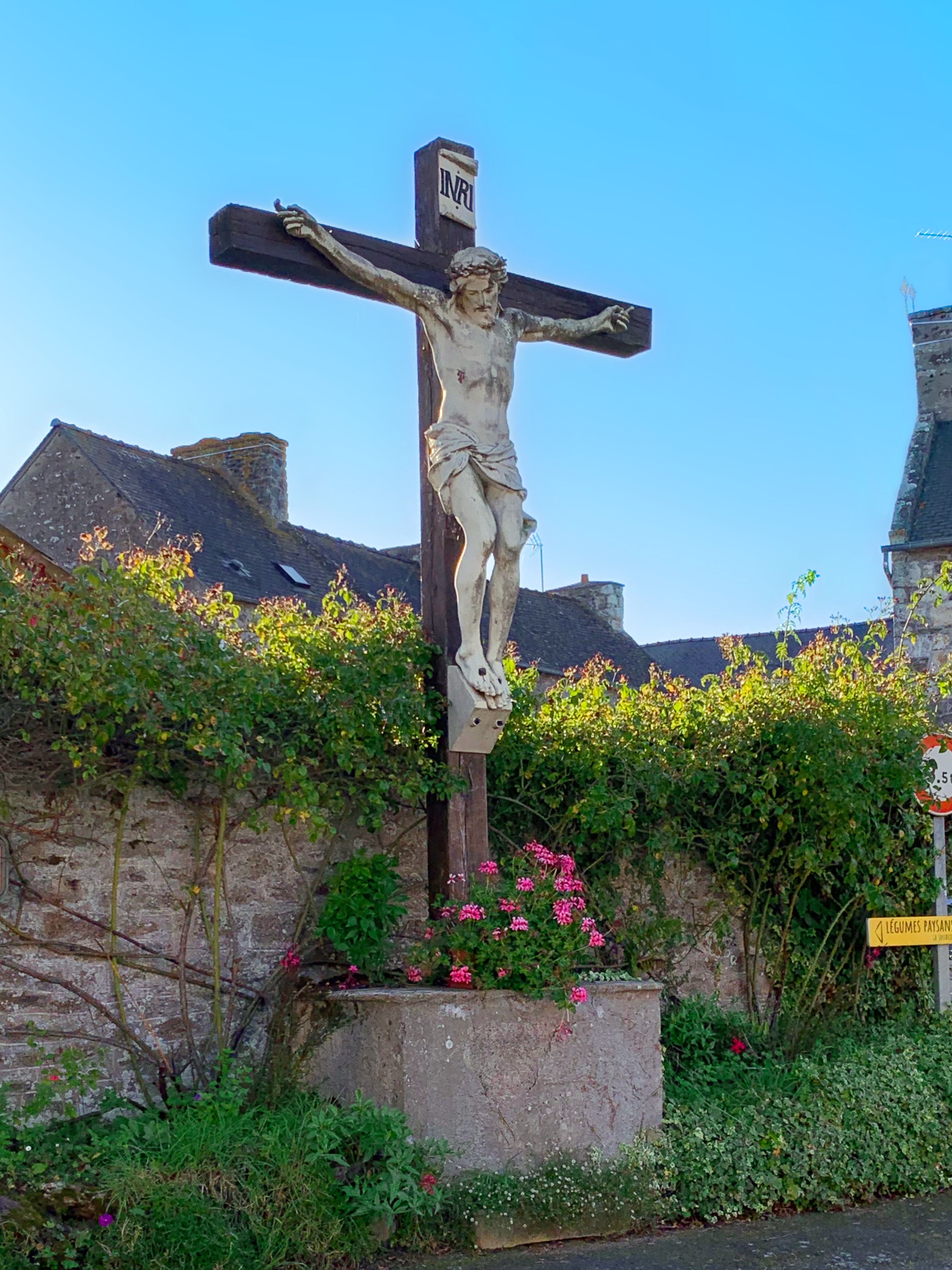
Le calvaire de Plessix-Balisson.

### Lieux et monuments
- L'église Saint-Pierre, terminée en 1919, a été construite selon les plans de M. L. Cosson. Le portail datant du XVe siècle a été réutilisé[11].
- Toutes les maisons du bourg ont des noms propres : la Juridiction, l'Auditoire, la Petite Halle, la Grande Halle, le Ballon, la Chambre, Beaumanoir, la Chevronnaie, Pont-Buhal, la Rangée d'Abas, le Pertu-Chaud, les Carreaux-Rouges, la méditation, la Sauvageais, etc. — La Fontaine au Loup, le Puits de la Ville, la Vallée des Grands-Mères. — Rue Saint-Guillaume, Grande Rue, Place d'Armes, Place du Château[12].

### Personnalités liées à la commune
- François Crabit, artiste dessinateur et pastelliste, a travaillé et produit de 2015 à 2024 dans l'un des cinq ateliers d'artistes créés par la communauté de communes de la côte d'Emeraude en 2014 dans le bourg du Plessix-Balisson[13].

### Héraldique
| Blason | Blasonnement : De gueules aux deux léopards d'or passant l'un sur l'autre. |